# النطيلي
الحُسين بن إبراهيم بن الحسن بن خورشيد الطبري النطيلي الآملي هو طبيب فارسي من طبرستان عاش في القرن العاشر، كان يُتقِن اللغة اليونانية فأخذ بترجمة الكتب اليونانية إلى العربية، وقد قام بترجمة كتاب المواد الطبية ترجمة مُحسَّنةً لمؤلفه ديسقوريدوس إلى الأمير أبو علي السمجوري.